# Hispa
Hispa es un género de coleópteros de la familia de los crisomélidos.

## Especies
Las especies reconocidas son:
- Hispa atra (Linnaeus, 1767)
- Hispa brachycera (Gestro, 1897)
- Hispa nigrina Dohrn Tennent, 1868
- Hispa ramosa (Gyllenhal, 1817)
- Hispa stygia (Chapuis, 1877)
- Hispa tarsata Swietojanska, 2001
- Hispa waiensis (Borowiec & Swietojanska, 2007)
- Hispa walkeri Baly Tennent, 1868
- Hispa channerio Lucas Morales, 2020